# Plebeia mosquito
Plebeia mosquito är en biart som först beskrevs av Smith 1863.  Plebeia mosquito ingår i släktet Plebeia och familjen långtungebin. Inga underarter finns listade i Catalogue of Life.